# Litván labdarúgókupa
A litván labdarúgókupa, hivatalos nevén Lietuvos taurė egy évenként megrendezett kieséses labdarúgókupa-sorozat. A kupát 1947-ben hozták létre.

## Az eddigi győztesek
| Év   | Győztes                 | Ezüstérmes            | Eredmény          |
| ---- | ----------------------- | --------------------- | ----------------- |
| 1990 | FK Sirijus Klaipėda     | Žalgiris Vilnius      | 0 - 0             |
| 1991 | Žalgiris Vilnius        | Tauras Šiauliai       | 1 - 0             |
| 1992 | Lietuvos Makabi Vilnius | Žalgiris Vilnius      | 1 - 0             |
| 1993 | Žalgiris Vilnius        | FK Sirijus Klaipėda   | 1 - 0             |
| 1994 | Žalgiris Vilnius        | Ekranas Panevėžys     | 4 - 2             |
| 1995 | Inkaras Kaunas          | Žalgiris Vilnius      | 2 - 1             |
| 1996 | Kareda-Sakalas Šiauliai | Inkaras-Grifas Kaunas | 2 - 0             |
| 1997 | Žalgiris Vilnius        | Inkaras-Grifas Kaunas | 1 - 0             |
| 1998 | Ekranas Panevėžys       | FBK Kaunas            | 1 - 0             |
| 1999 | Kareda Šiauliai         | FBK Kaunas            | 3 - 0             |
| 2000 | Ekranas Panevėžys       | Žalgiris Vilnius      | 1 - 0             |
| 2001 | Atlantas Klaipėda       | Žalgiris Vilnius      | 1 - 0             |
| 2002 | FBK Kaunas              | Sūduva Marijampolė    | 3 - 1             |
| 2003 | Atlantas Klaipėda       | Vėtra Rūdiškės        | 1 - 1             |
| 2003 | Žalgiris Vilnius        | Ekranas Panevėžys     | 3 - 1             |
| 2004 | FBK Kaunas              | Atlantas Klaipėda     | 0 - 0             |
| 2005 | FBK Kaunas              | Vėtra Vilnius         | 2 - 0             |
| 2006 | Sūduva Marijampolė      | Ekranas Panevėžys     | 1 - 0             |
| 2007 | Nem rendezték meg       | Nem rendezték meg     | Nem rendezték meg |
| 2008 | FBK Kaunas              | Vėtra Vilnius         | 2 - 1             |
| 2009 | Sūduva Marijampolė      | Tauras Tauragė        | 1 - 0             |
|      |                         |                       |                   |
| 2023 | FK Transinvest          | FA Šiauliai           | 2 - 1             |

## Külső hivatkozások
- Litván kupadöntők